# 犬養毅
犬養 毅（いぬかい つよし、旧字体：犬養󠄁 毅、1855年6月4日〈安政2年4月20日〉- 1932年〈昭和7年〉5月15日）は、日本の政治家。位階は正二位。勲等は勲一等。通称は仙次郎。号は木堂、子遠。
中国進歩党代表者、立憲国民党総理、革新倶楽部代表者、立憲政友会総裁（第6代）、文部大臣（第13・31代）、逓信大臣（第27・29代）、内閣総理大臣（第29代）、外務大臣（第45代）、内務大臣（第50代）などを歴任した。五・一五事件で暗殺される。大日本帝国憲法下で、衆議院から総理大臣となった3人のうちの1人である。

## 生涯

### 生い立ち

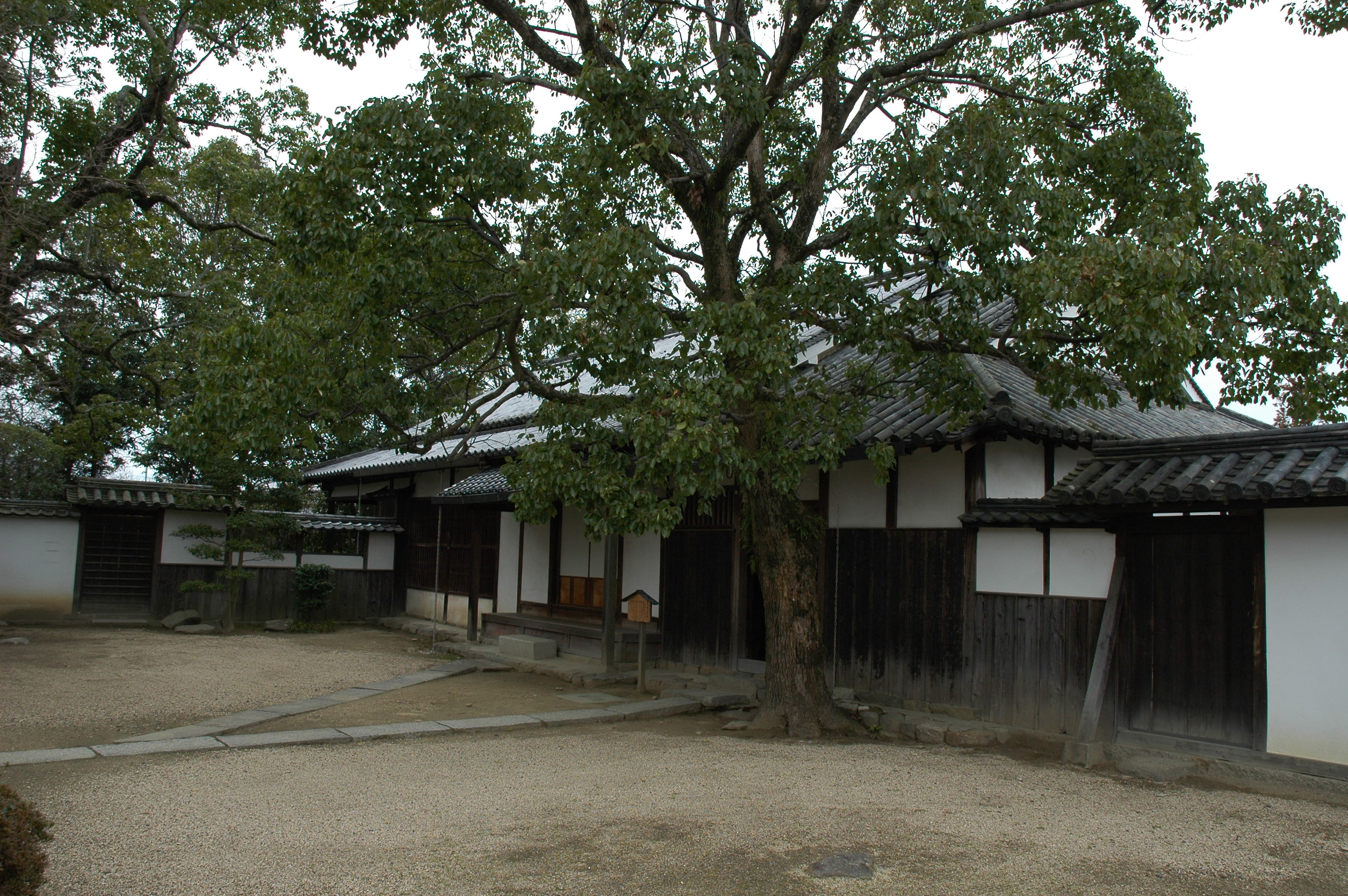
犬養の生家

安政2年4月20日（1855年6月4日）、備中国賀陽郡川入村（庭瀬村、庭瀬町、吉備町を経て現・岡山県岡山市北区川入）で大庄屋・郡奉行を務めた犬飼源左衛門の次男として生まれる（のちに犬養と改姓）。父は水荘と称した備中松山藩板倉氏分家の庭瀬藩郷士である。元々、犬飼家は庭瀬藩から名字帯刀を許される家格であったという。
毅が13歳のときに父が死去。生家は現存しており、隣接して犬養木堂記念館が設けられている。
同藩の経世学者楠之蔚の下で漢籍を修めた後、1876年（明治9年）に上京して慶應義塾に入学。一時、共慣義塾（渡辺洪基と浜尾新主宰の塾）に通い、また漢学塾・二松學舍では三島中洲に漢学を学んだ。慶應義塾在学中の1877年3月に、『郵便報知新聞』（のちの『報知新聞』）の記者として西南戦争に従軍し、「戦地直報」の記事が話題を呼んだ（抜刀隊が「戊辰の仇！」と叫びながら突撃した事実は、一説には犬養の取材によるものとも言われている）。1880年（明治13年）、藤田茂吉とともに、慶應義塾卒業前に栗本鋤雲（郵便報知新聞社主筆）に誘われて記者となる。
明治10年代初めごろに豊川良平と東海社を興し、『東海経済新報』の中心として保護主義経済（保護貿易）を表明している（田口卯吉らの『東京経済雑誌』は自由主義を表明しており、論戦となった）。統計院権少書記官を経て、1882年（明治15年）、大隈重信が結成した立憲改進党に入党し、大同団結運動などで活躍する。また大隈のブレーンとして、東京専門学校の第1回議員にも選出されている。『日本及日本人』などで軍閥・財閥批判を展開した。

### 代議士として
1890年（明治23年）の第1回衆議院議員総選挙（岡山県第3区）で当選し、以後42年間で18回連続当選という、尾崎行雄に次ぐ記録を打ち立てる。1896年、中国地方出身議員とともに中国進歩党を結成する（ただし、立憲改進党とは統一会派を組んでいた）が、進歩党・憲政本党の結成に参加、1898年（明治31年）の第1次大隈内閣では共和演説事件で辞任した尾崎の後を受けて文部大臣となった。
中国から反清復明派の孫文が日本に亡命した1895年には、玄洋社の頭山満及び平岡浩太郎を通じ、早稲田鶴巻町の2千平方メートルの屋敷を滞在場所として斡旋した。
1898年（明治31年）自由党と進歩党が合同して憲政党を結成（犬養も参加）。しかしすぐに内部対立が起き、伊藤博文の立憲政友会が発足。1900年（明治33年）犬養毅は、伊藤主導の立憲政友会に反発し、尾崎行雄らとともに「憲政倶楽部」を結成。これは、当時の「政友会一強」に対抗するための自由主義系少数政党だった。
1907年（明治40年）から頭山満とともに中国漫遊の途に就く。中国で孫文の辛亥革命が発生した1911年末には頭山満に先んじて上海に入り、翌年1月1日に臨時大総統になった孫文を支援。さらに1913年には、袁世凱の第二革命により日本に亡命した孫文を荒尾にあった宮崎滔天の生家に匿った。
1913年（大正2年）の第一次護憲運動の際は第3次桂内閣打倒に一役買い、尾崎行雄（咢堂）とともに「憲政の神様」と呼ばれた。しかし、当時所属していた立憲国民党は首相・桂太郎の切り崩し工作により大幅に勢力を削がれ、以後犬養は辛酸を舐めながら小政党を率いることとなった（立憲国民党はその後、革新倶楽部となる）。
犬養は政治以外にも、神戸中華同文学校の前身である神戸華僑同文学校や横濱中華學院と横浜山手中華学校の前身である横濱大同學校の名誉校長を務めるなどしていた。このころ、東亜同文会に所属した犬養は真の盟友である右翼の巨頭頭山満とともに世界的なアジア主義功労者となっており、ガンジー、ネルー、タゴール、孫文らと並び称される存在であった。
書や漢詩にも秀でており、書道家としても優れた作品を残している。漢詩人の井土霊山は『木堂雑誌』に掲載された記事で犬養の手紙を「先づ上手」と賞している。

### 総理就任
犬養は1923年、第2次山本内閣で逓信大臣を務めた後、第2次護憲運動の結果成立した加藤高明内閣（護憲三派内閣）においても逓信相を務めた。しかし高齢で小政党を率いることに限界を感じた犬養は、革新倶楽部を立憲政友会に吸収させ、逓信大臣や議員も辞めて引退した。しかし辞職に伴う補選に岡山の支持者たちは勝手に犬養を立候補させた。再選された犬養は渋々承諾したものの、八ヶ岳の麓富士見高原に隠居所とするべく建てた山荘に引きこもっていた。

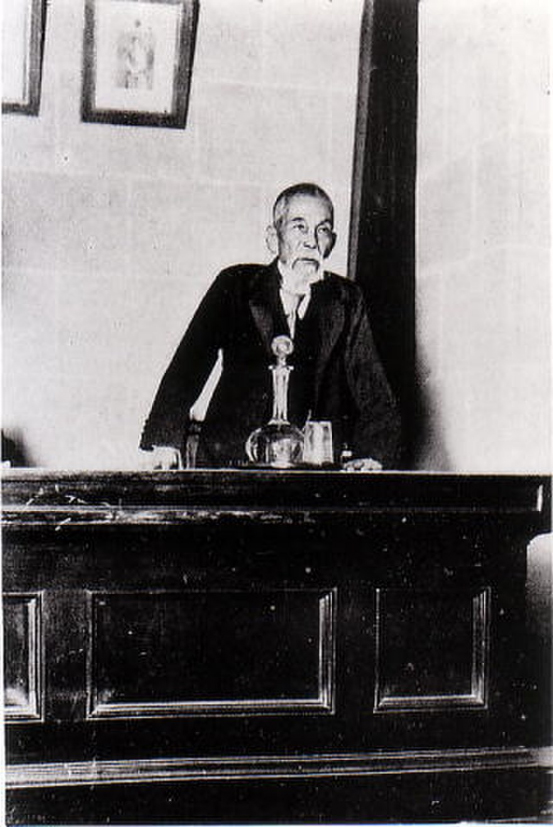
演説する犬養（政友会総裁のころ）

さらに1929年（昭和4年）9月に政友会総裁の田中義一が没した。後継をどの派閥から出しても党分裂の懸念があったことから、犬養を担ぎ出すことになった。

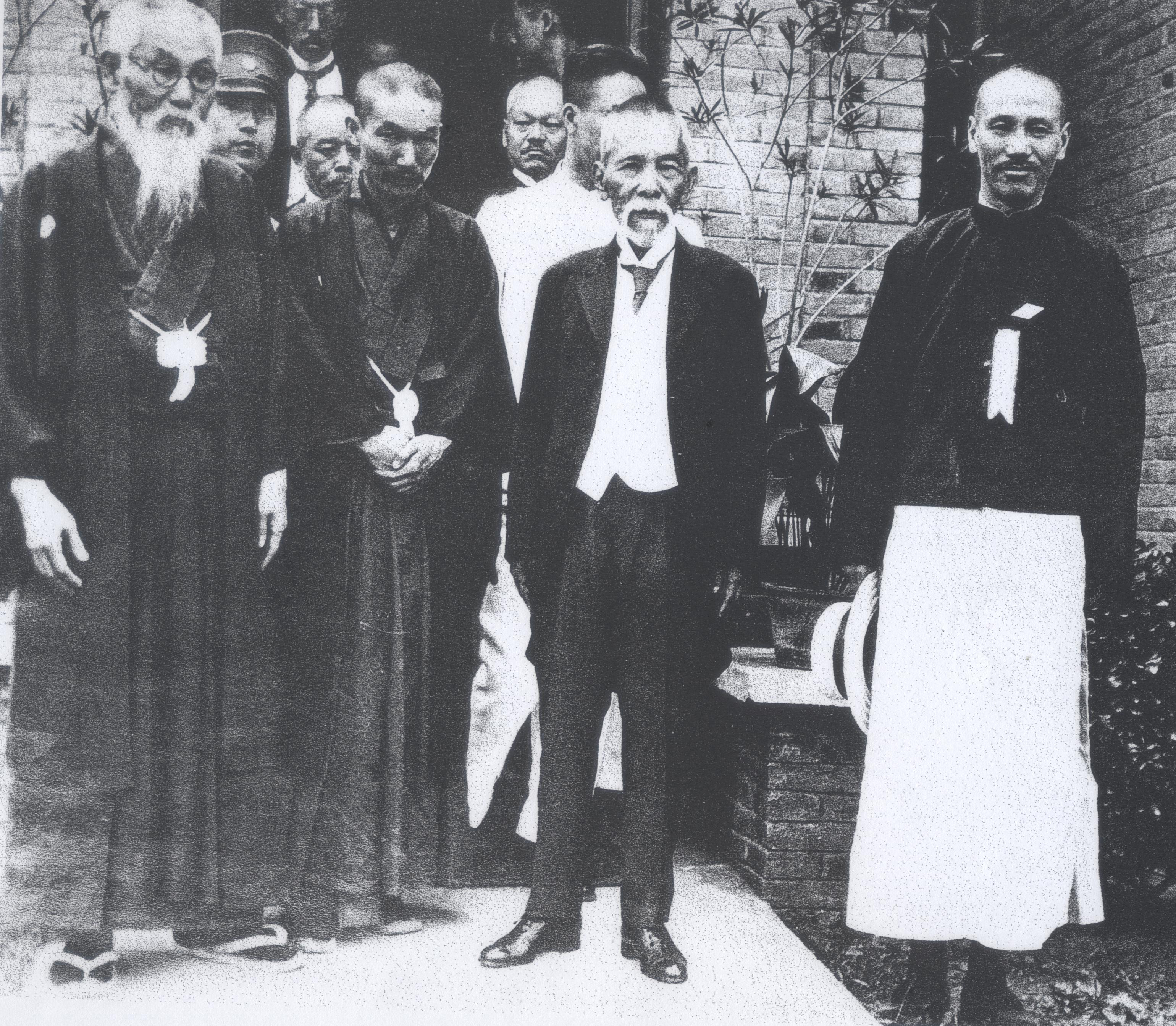
1929年、盟友の頭山満(左)や日本亡命中に庇護していた蔣介石(右)らと

1929年（昭和4年）10月、犬養は大政党・立憲政友会の総裁に選ばれた。
同12月8日、日光東照宮の板垣退助像建立のときには、序幕式で頭山満とともに祝辞を述べている。（日光の板垣像建立も参照）
1931年（昭和6年）、濱口内閣が進めるロンドン海軍軍縮条約に反対して鳩山一郎とともに「統帥権の干犯である」と政府を攻撃した。犬養のこの行動は、統帥権が政治的手段になる事を軍部に教えた形となり、日本の民主主義と政党政治が衰退する要因となった。当時の『東京朝日新聞』は、統帥権を政治利用した犬養らを非難しており「醜態さらした政友会は正道に還れ」という記事を書いている。なお、このときに犬養とともに統帥権問題を起こした鳩山一郎は、軍部を台頭させた人物として太平洋戦争後、GHQにより公職追放された。
民政党内閣は井上蔵相の金解禁により大恐慌を引き起こしており、同年に勃発した満洲事変をめぐって第2次若槻内閣は閣内不統一に陥り、総辞職した。元老・西園寺公望は後継に犬養を推薦した。内閣誕生直後の総選挙で、政友会は議席を大きく伸ばした。国民の期待を受け、犬養は高橋是清を蔵相に起用、高橋は金輸出再禁止や史上初の日銀の国際直接引き受けに踏み切り、デフレ脱却に成功し世界最速で大恐慌から脱出した。満洲問題でも、満洲に傀儡政権設立を求める軍部に対し、犬養は中国の宗主権を認めた上で、経済的には日中合弁の政権設立を主張した。犬養は萱野長知を上海に送り、国民政府と交渉させた。しかし、萱野からの電報は内閣書記官長であった森恪が握り潰し、交渉は行き詰まった。犬養の構想は頓挫することとなった。
犬養は、軍部主導の満洲国の承認には消極的であったが、その一方で公債による膨大な軍事費を支出していた。この軍備拡張が、満洲事変など関東軍の大陸作戦に貢献したことから、陸軍との関係はそれほど悪くなかった。

### 統帥権干犯問題

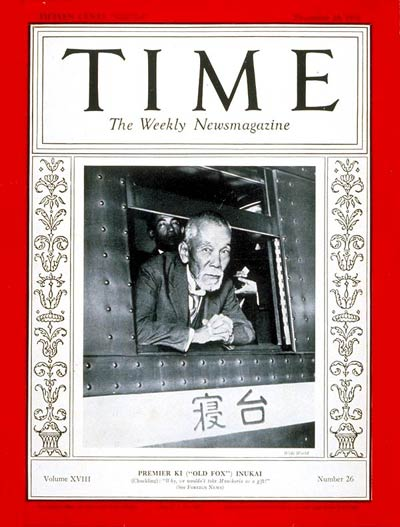
『TIME』の表紙を飾る（1931年12月28日号）。イギリスやアメリカなど外国のメディアでは「Ki Inukai」と呼ばれることが多かった

1930年、先の選挙に大敗北した犬養を総裁とする立憲政友会は、ロンドン軍縮条約を攻撃した。
政友会総裁は、「艦種の選択力量の決定は作戦計画に成りまったく専門的知識を俟つべきものである。 然して専門家の説を徴するにこれでは国防危険なりとの定論である。 果して然らば国家安危の係るところで、真に憂慮に堪えぬのである」と演説した。
この「専門家の意見」は海軍軍令部の意見であった。 このとき政友会はロンドン軍縮条約に不満の軍令部と通じて、財部彪海軍大臣を窮地に陥れて濱口内閣を倒閣しようとしていた。 政友会のこの野心を見抜いていた海軍軍令部長・加藤寛治大将、軍令部次長・末次信正らの軍令部首脳は、政友会を利用して批准を遮ろうとした。彼らは海軍軍縮会議からの脱退を目論んでいた。
これに対し浜口雄幸首相は、軍部の硬化を顧慮して正面から対決せず、手続き論で乗り切ろうとした。 しかし、議会のこの統帥権論議は「尽忠精神」に燃える海軍軍人に強い衝撃を与えた。 その下地にはワシントン軍縮条約など国内外による軍縮への反撥があった。 陸軍もまた大正十四年、宇垣一成陸軍大臣（第一次加藤高明内閣）の下で四個師団を廃し、2,000人あまりの将校が馘首された苦い経験があったため、海軍の態度に同調した（宇垣軍縮）。
上記のように第58帝国議会の論争で、政友会は軍部の主張を容認するかのような立場から、浜口内閣にゆさぶりをかけた。犬養は政友会総裁として代表質問に立ち、軍令部が反対する兵力量では国民は安心できないと政府に詰めよった。総務の鳩山一郎は、政府が軍令部長の意見に反し、またはこれを無視して回訓を決定したのは統帥権干犯のおそれがあると政府を非難・追及した。日露戦争以来、軍部は統帥権の独立を盾に、議会の統制を極力無視し、 軍の思うがままに国政を左右しようとする衝動を絶えず持っていた。
犬養は必ずしも反軍的な政治家ではなかったが、古参の政党政治家として軍縮などを主張してきた。その彼がこの軍の非立憲主義的衝動を知らないはずはなく、兵力量の決定という最も重要な国務を内閣の所管外であるかのように説いたのは、政党政治家の自殺行為に等しいものだった。この点、当初から親軍であった鳩山一郎や森恪が統帥権干犯を主張するのとは異なる重みがあった。
実際に、自らが首相になって軍縮をしようとした約2年後の1932年の五・一五事件で統帥権独立を呼号する軍部によって、その生命を絶たれたのは歴史の皮肉だった。

### 暗殺
この事件の背景をたどれば、濱口内閣がロンドン海軍軍縮条約を締結したことにも遡れる。その際に全権大使だったのが元総理の若槻禮次郎である。浜口内閣が崩壊すると、若槻が再び総理となり第2次若槻内閣が誕生した。そのため、本来なら若槻が暗殺対象であったが、その若槻は内閣をまとめきれず1年足らずで総理を辞任してしまい、青年将校の怒りの矛先は若槻ではなく政府そのものに向けられることになった。そもそも犬養は、軍縮条約に反対する軍部に同調して、統帥権干犯問題で浜口内閣を攻撃し、軍部に感謝されていた側の人間である。しかし、その政府の長に犬養が就任したため、政府襲撃事件を計画していた青年将校の標的となった。そのためもあって、事件を実際に起こした海軍青年将校らがなぜ犬養を暗殺することにしたか真の理由については諸説ある。
この頃、犬養は既に政界引退を表明し隠居していたが、政友会の派閥対立のために首相候補がまとまらず、結果、政友会内で妥協策として犬養が首相として選ばれ、総理就任の大命が降下することになった。就任後、犬養は、当時起こった満州事変について満州進出反対の立場をとり、大陸浪人の萱野長友を使って中国側と交渉したが、その動きが軍や植民地主義者の森恪らに漏れ、彼らの妨害にあって失敗している。また、犬養自身はこの問題で陸軍を統制するため天皇に直接に上奏してまで30人くらいの陸軍青年将校らを免官しようとした（結局、芳沢外相に統帥権（軍政権）の干犯になるため荒木陸相に依頼するしかないが、無理だろうと反対されて断念）。この頃、森恪内閣書記長からは「兵隊に殺されるぞ」との忠告とも脅迫ともつかない発言を受けたという（後年、孫の道子は、この森の発言直後くらいの時期に「兵隊に殺させる」との情報が政友会幹事長の久原房之助の筋に入ったとしている。）。また、右翼の巨頭であった頭山満は長く犬養の盟友と言われてきていたが、その三男の頭山秀三が右翼団体の後継者となり、頭山秀三が青年将校が犬養を撃った拳銃を用意している。また、この頃までには、頭山満が右翼テロを重ねてきた血盟団首領の井上日召を自邸に匿い、その血盟団の標的に政界の代表として犬養毅もあがっていたことが発覚していた。
以下の犬養の言動は、犬養の孫である道子の随筆に従った。暗殺時、道子の母の仲子や古参女中のテルが現場に居合わせ、これらの話は主に道子が仲子から聞いたところによる。
1932年（昭和7年）5月15日は晴れた日曜日だった。犬養は総理公邸でくつろいでいた。この日、夫人は外出していた。
17時ごろ、護衛の村田巡査が走り込んできて暴漢侵入を告げ、逃げるよう促した。犬養が「逃げない、会おう」と応じたところに、海軍少尉服2人、陸軍士官候補生姿の3人からなる一団が土足のまま乱入してきた。襲撃犯の一人は犬養を発見すると即座にピストルの引き金を引いた。
しかし不発に終わり、その様子を見た犬養は「撃つのはいつでも撃てる。あっちへ行って話を聞こう」と言い一団を日本間に案内した。日本間に着くと、彼らに煙草を勧めてから、「靴でも脱げや、話を聞こう」と促した。そこへ後続の4名が日本間に乱入、「問答無用、撃て」の叫びを受けて、全員が発砲したという。
女中のテルらが駆けつけると、犬養は顔面に被弾して鼻から血を流しながらも意識ははっきりしており、縋りつく女中のテルに「呼んで来い、いまの若いモン、話して聞かせることがある」と命じた。
18時40分、医師団は「体に入った弾丸は3発、背中に4発目がこすれてできた傷がある」と発表した。見舞いに来た家人に犬養は「九つのうち三つしか当らんようじゃ兵隊の訓練はダメだ」と嘆いたという。しかしその後は次第に衰弱し、23時26分に帰らぬ人となった。享年78（満76歳没）。

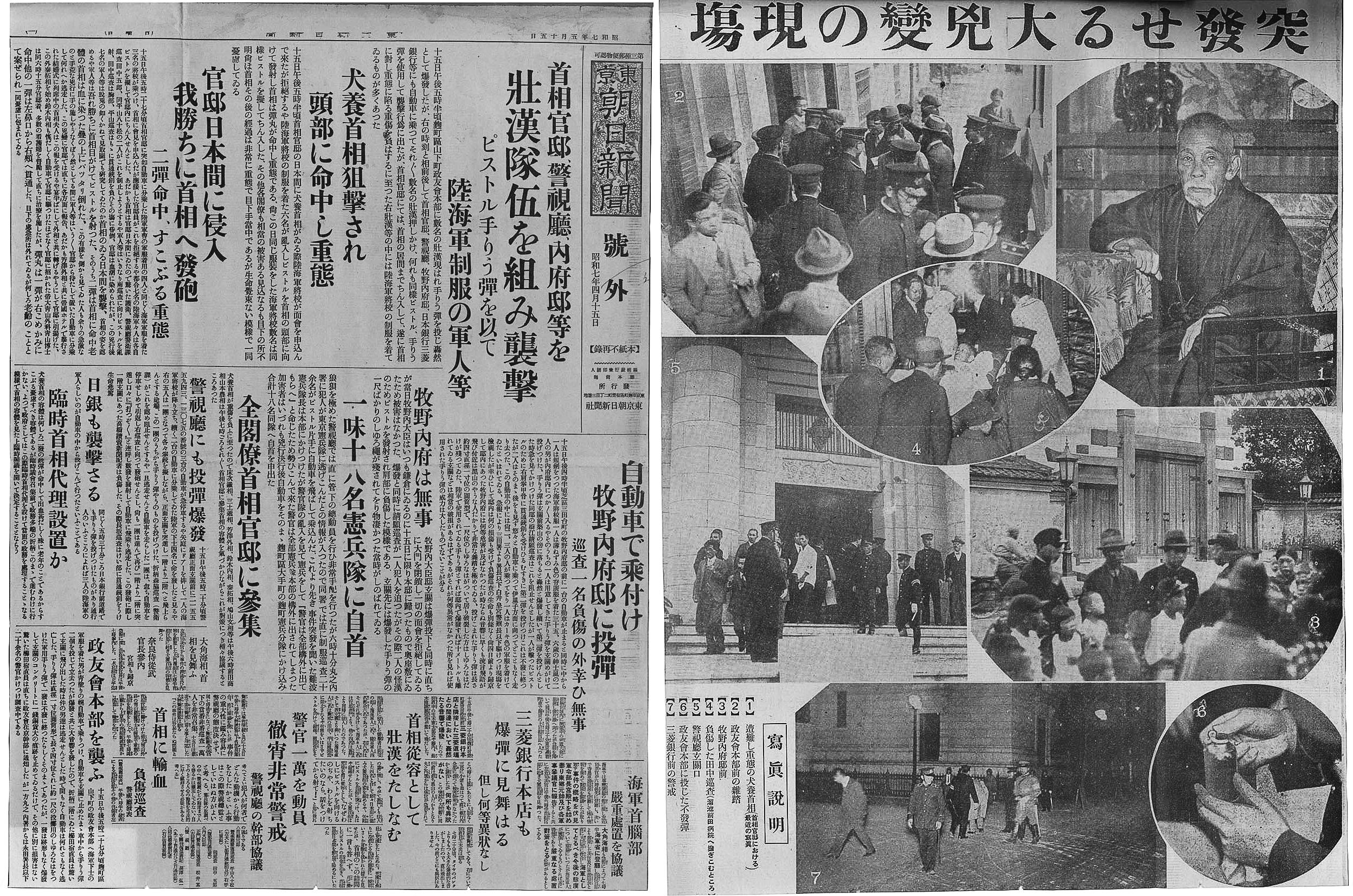
五・一五事件を伝える『朝日新聞』

5月19日、犬養の葬儀が総理大臣官邸の大ホールでしめやかにとり行われた。たまたま来日中で官邸からほど近い帝国ホテルに滞在しており、事件当日には犬養の息子である健と会食していた喜劇王チャールズ・チャップリンから寄せられた「憂国の大宰相・犬養毅閣下の永眠を謹んで哀悼す」との弔電に驚く参列者も多かった。この葬儀の模様については、フランスから来た女性ジャーナリスト、アンドレ・ヴィオリスもその著『1932年の大日本帝国』で描写している。
墓所は港区の青山霊園と岡山市北区川入にある。

## 犬養の死後
犬養から端を発した統帥権干犯問題もさることながら、犬養の死と日本の対応も、日本の命運に大きな後遺症を遺し、その後「大正デモクラシー」と呼ばれることになった大正末期からの政党内閣制が続いていた昭和史の分水嶺となった。
事件の翌日に内閣は総辞職し、次の総理には軍人出身の斎藤実が就任した。総選挙で第1党となった政党の党首を総理に推すという慣行が破られ、議会では政友会が大多数を占めているにもかかわらず、民政党寄りの内閣が成立した。大正末期から続いた政党内閣制は衰えが始まり、軍人出身者が総理に就いたが、まだ議会は機能していた。しかし、これ以後は最後の存命している元老の西園寺公望（1940年没）や重臣会議の推す総理候補に大命が降下し、いわゆる「挙国一致内閣」が敗戦まで続くことになり、戦前の政党内閣は終わった。この時期は武官または軍部出身者が総理になることが多く、終戦まで文官の総理は広田弘毅、近衛文麿と平沼騏一郎だけである。
満洲事変は、斎藤内閣成立直後に締結された塘沽協定をもって終結を見た。
この後、日本は中国進出を進めて国際的孤立の道を進んでいった。
五・一五事件の犯人たちは軍法会議にかけられたものの世論の万単位の嘆願で軽い刑で済み、数年後に全員が恩赦で釈放され、彼らは満洲や中国北部で枢要な地位についた。現職総理を殺した反逆者やそれを焚きつけたテロリストらに死刑を適用しなかったことが、さらに大がかりな二・二六事件の遠因となった。なお、五・一五事件の海軍側軍法会議の判士長であった高須四郎は「彼らを死刑にすれば彼らが殉教者扱いされるから死刑を出すのはよくないと思った」などと軽い刑に処した理由を語った。
この事件の後、浜田国松、斎藤隆夫などは反軍政治を訴えたが、大抵の政治家は反軍的な言動を差し控えるようになった。新聞社も、軍政志向への翼賛記事を書くようになり、政治家は秘密の私邸を買い求め、ついには無産政党までが「憎きブルジョワを人民と軍の統一戦線によって打倒する」などと言い始めた。後の翼賛選挙を非推薦で当選した政治家たちは、テロや暗殺にこそ遭わなかったが、軍部から選挙妨害を受け、さらに大政翼賛会に参加した諸政党からも言論弾圧を受けている。
また、決行した青年将校らが肝腎の犬養暗殺の理由も曖昧なまま、この国をよくしようとしたとの弁明を法廷で述べるに連れ、世間一般に青年将校らは純粋だとのイメージが広まり、道子によれば、当時は決行者らをむしろ英雄視し、であれば犬養の方が悪人かと一家のほうが嫌がらせを受ける風潮になっていったという。

## 人物・挿話

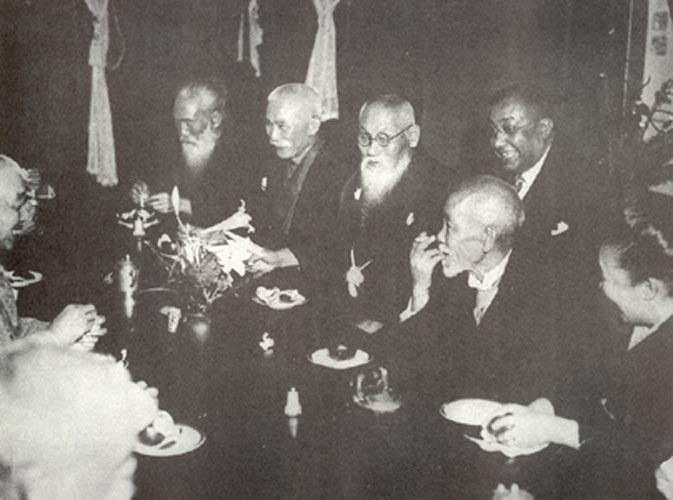
頭山満（テーブルの向こう側中央）やボース（テーブルの向こう側の後ろ）、内田良平（頭山の右隣）らと

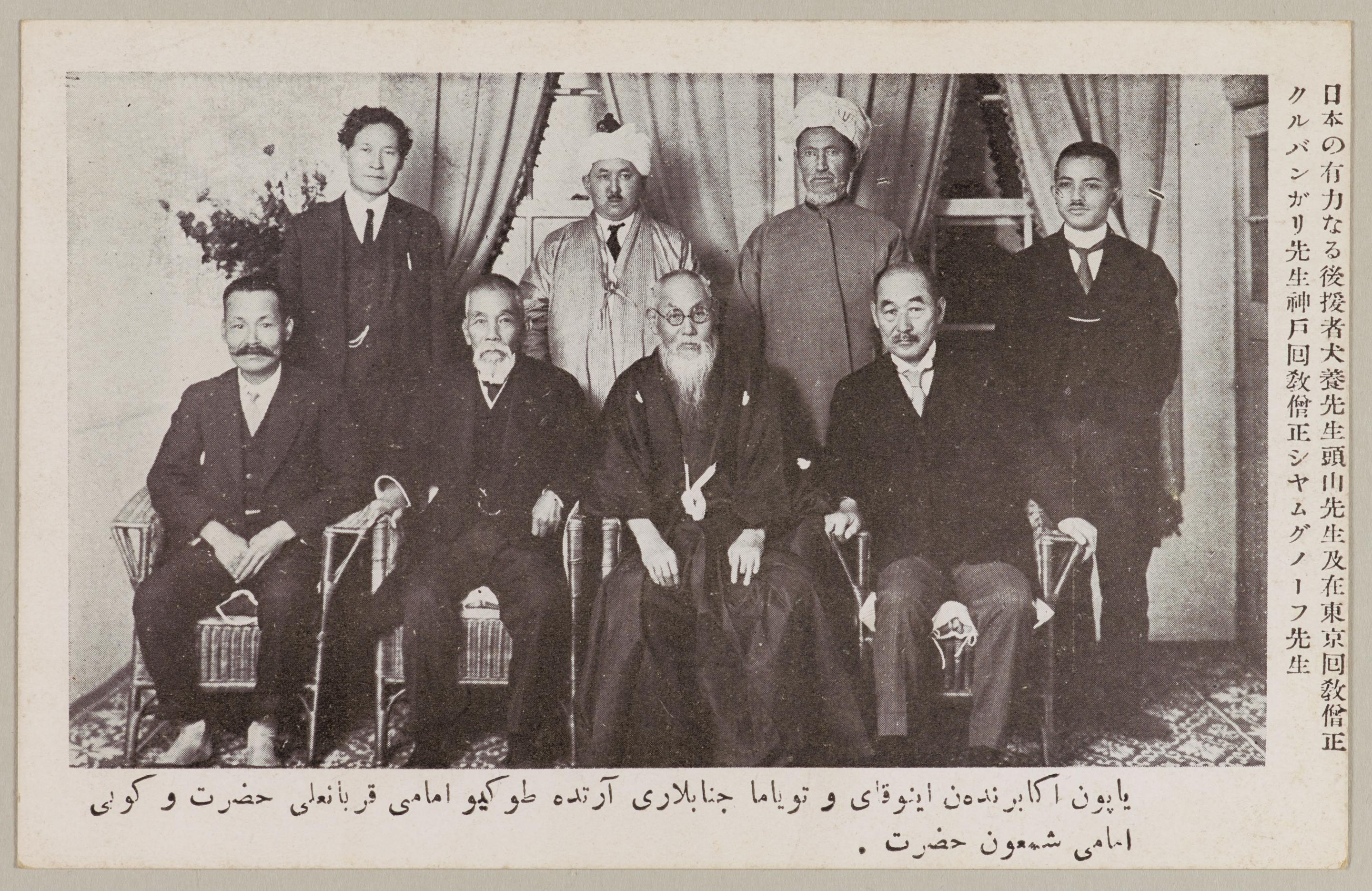
前列左から、五百木良三、犬養、頭山満、古島一雄。後列左から、島野三郎、在東京回教僧正クルバンガリー、在神戸回教僧正シャムグノーフ、 足羽清美。

囲碁は本因坊秀栄と交友があり、後に日本棋院は三段を追贈した。1928年の呉清源の訪日の際も援助を行った。
明治末期から大正中期にかけて神奈川県二宮町に別荘を所有した。当時は国民党の総裁として名も知られていたが、極めて質素な別荘で隣人は犬養夫妻の清貧ぶりにびっくりしたと伝えられる。しかし地域との交流も積極的に行っており、1912年（大正元年）には青年会の勉強会で講演を行った記録も残る。
陸軍統制派の中心人物であった永田鉄山は、五・一五事件で銃口を向けられながらも話せばわかると説いた犬養の態度を古今の名将にもまさるゆかしさを感じると称賛し、犬養を射殺した犯人たちを批判しながら、不穏な動き（三月事件・十月事件）を見せていた一部の軍人の行動を言語道断と評した。しかし、その後まもなく相沢事件によって永田本人も凶刃に倒れ、二・二六事件につながっていく。
犬養の最期の言葉として人口に膾炙する「話せばわかる」について、犬養がテロに反対し青年将校らに話し合いの大切さを説いたものとして、世上一般に道義的にとらえられている。しかし、道子の聞き伝えるところでは詳細がやや異なっていて、保阪正康は、犬養は満州進出をやめさせようとしていたが、それは犬養が張学良から金銭を受け取っていたからだとの流言が当時あり、そのことについて犬養は「話せば判る」と語ったのではないかと考えている。
犬養の肉声は以下のものが現存している。
- 満洲事変をはじめとする日本の対応について、アメリカ合衆国のニュースインタビューに応じたときの動画付き肉声が残っている。[25]
- 1932年に第一次上海事変が勃発、東京を離れられなくなった犬養は、地方の有権者に聞かせるために演説を録音。日本コロムビアより『新内閣の責務』としてレコード化された[26]。
- 五・一五事件の十日前（5月1日との記録もある[27]）、ラジオ聴取加入者数100万突破記念番組にて「内憂外患の対策」と題し演説。その音声の一部はNHKにてアーカイブされている[28]。

## 系譜

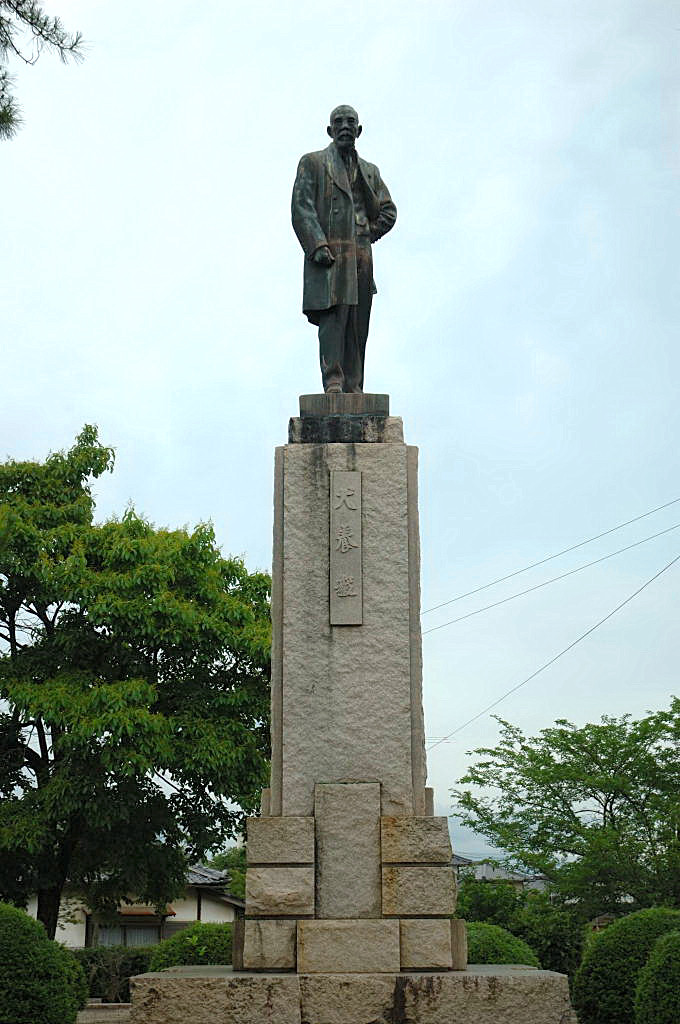
吉備津神社に建つ犬養毅の銅像。

犬養氏
伝承によると、遠祖は吉備津彦命に従った犬飼健命（イヌカイタケルノミコト） 、江戸時代には大庄屋を務めた豪家だった。遠祖・犬飼健命は吉備津彦命の随神であったとして吉備津神社への崇敬の念が強く、神池の畔に犬養毅の銅像が建ち、吉備津神社の社号標も犬養毅の揮毫である。
曽祖父・犬飼幸左衛門当謙は訥斎と号し、京都の守中翁若林強斎に遊学し、垂加翁山崎闇斎の学問を吉備津に伝えた（岡次郎直養編『強斎先生雑話筆記』）。犬養木堂は、崎門の宿老であった。
- 孫左衛門（室は間野貞宗の娘） ━ 次郎左衛門 ━ 忠兵衛 ━ 源左衛門當展 ━ 幸左衛門當謙 ━ 仙左衛門當則 ━ 健蔵當吉 ━ 源左衛門當済 ━ 仙次郎毅

## 家族
- 妻：千代子
- 妾：斎藤仙（せん） - 元烏森芸者[29]
- 長女：芳沢操。外交官芳澤謙吉の夫人。
- 長男：犬養彰 - 仙の子。継母（毅の後妻）とそりが合わず廃嫡。彰の長男に犬養正男がいる。
- 三男（次男という説もある）：犬養健 - 仙の子。政治家、小説家。兄彰の廃嫡後、嗣子となる。妻・仲子は長與稱吉の次女で後藤象二郎の孫。
- 孫（健の長女）：犬養道子 - 評論家。
- 孫（健の次女）：安藤和津 - エッセイスト。俳優奥田瑛二の夫人。健の愛人だった柳橋の芸者との間に生まれ、その後、子として認知された。
- 孫（健の長男）：犬養康彦 - 共同通信社社長。犬養智子と学生結婚後夫婦でアメリカ留学。智子とともにイリノイ大学社会学修士号取得。
- 曾孫：緒方貞子 - 日本政府アフガニスタン支援特別代表、元国連難民高等弁務官。母は、芳澤謙吉・操夫妻の長女・恒子。父は、外交官の中村豊一。
- 曾孫：犬養千春 - 学習院卒業。叔母犬養道子に学ぶ。
- 曾孫：犬養亜美 - 学習院卒。エッセイスト。
- 曾孫：安藤桃子 - 映画監督。
- 曾孫：安藤サクラ - 女優。夫は俳優の柄本佑（俳優の柄本明の長男）。
- 従兄弟：小松原慶太郎 - 実業家。倉敷紡績所、倉敷銀行（現・中国銀行）などを設立。

嗣子である犬養健は政治家となり、法務大臣を務めた。健の妻である仲子は後藤象二郎の孫であり、松方竹子の従兄弟である。竹子の祖父は内閣総理大臣を務めた松方正義で、犬養家は後藤、松方の両元勲と親戚関係にある。

## 栄典
位階
- 1898年（明治31年）11月4日 - 正三位[30]
- 1932年（昭和7年）5月16日 - 正二位[31]

勲章など
| 受章年                    | 略綬 | 勲章名           | 備考 |
| ------------------------- | ---- | ---------------- | ---- |
| 1914年（大正3年）6月18日  |      | 勲三等瑞宝章     |      |
| 1915年（大正4年）11月10日 |      | 勲二等瑞宝章     |      |
| 1916年（大正5年）4月1日   |      | 旭日重光章       |      |
| 1920年（大正9年）9月7日   |      | 勲一等旭日大綬章 |      |
| 1930年（昭和5年）12月5日  |      | 帝都復興記念章   |      |
| 1932年（昭和7年）5月16日  |      | 旭日桐花大綬章   |      |

## 関連作品
映画
- 重臣と青年将校 陸海軍流血史（1958年、新東宝、演：浅野進治郎）
- 巨人 大隈重信（1963年、大映、演：千波丈太郎）
- 動乱（1980年、東映、演：瀬良明）※役名は「犬養首相」

テレビドラマ
- 花々と星々と（1978年、NHK、演：芦田伸介）
- 熱い嵐（1979年、TBS、演：原保美）
- 曠野のアリア（1980年、TBS、演：加藤嘉）
- チャップリン暗殺計画（1980年、読売テレビ、演：加藤嘉）
- 若き血に燃ゆる（1984年、テレビ東京、演：太川陽介）
- The Partner 〜愛しき百年の友へ〜（2013年、TBS、演：武田鉄矢）
- 経世済民の男 高橋是清（2015年、NHK、演：舘ひろし）
- いだてん〜東京オリムピック噺〜（2019年、NHK大河ドラマ、演：塩見三省）

漫画
- 昭和天皇物語（2017年 から小学館『ビッグコミックオリジナル』連載、作画 能條純一：原作 半藤一利「昭和史」、脚本：永福一成、監修：志波秀宇）